# Archives contemporaines de la justice
En France, les archives judiciaires postérieures aux réorganisations napoléoniennes recouvrent plusieurs types de fonds, dont l'exploitation peut se révéler particulièrement fructueuse pour le chercheur, et dont l'utilité pour la préservation des droits individuels n'est pas à démontrer. Dans cet article sont décrits les principaux types de fonds judiciaires, et les problèmes spécifiques posés par la gestion des archives judiciaires.

## Les principaux fonds d'archives judiciaires en France
Les principaux fonds d'archives judiciaires sont constitués par les différents ordres de juridiction français. On distingue les fonds nationaux et les fonds locaux.

### Juridictions nationales
La France comporte plusieurs juridictions nationales :
- le Conseil constitutionnel
- la Cour de justice de la République
- le Conseil d'État
- la Cour de cassation
- la Cour des comptes

Les archives de ces juridictions sont versées aux Archives nationales.

### La Chancellerie
L'administration centrale du ministère de la Justice est appelée « chancellerie », en référence au chancelier de France, qui était chef de la justice royale sous l'Ancien Régime. Le ministère est responsable du fonctionnement et de l'organisation des juridictions de l'ordre judiciaire (à l'exclusion des juridictions de l'ordre administratif, rattachées pour leur gestion aux services du Premier ministre).
Les archives de la chancellerie ne sont pas « judiciaires » au sens où elles relèvent du pouvoir exécutif. Toutefois, les multiples interventions de l'administration centrale dans l'organisation et le fonctionnement matériel des tribunaux et la possibilité pour le garde des sceaux, ministre de la Justice, de transmettre des instructions aux représentants du ministère public en font un ensemble documentaire précieux pour comprendre la justice française.
Fonds d'archives de la Chancellerie :
- Archives audiovisuelles de la Justice

### Juridictions locales
Les juridictions locales versent leurs archives aux Archives départementales.